# Tun Baga Tarkan
Tun Baga Tarkan, décédé en 789 est un khagan du Khaganat ouïgour (744 – 848).

## Biographie
À la mort de son cousin, Bögü khagan, en 780, il lui succède sur le trône. Il meurt en 789, et son fils, Külüg Bilge khagan le remplace alors.